# Bauhinia paradisi
Bauhinia paradisi là một loài rau đậu thuộc họ Fabaceae.
Loài này chỉ có ở Honduras.